# Metodo di Liebig
Il metodo di Liebig è una delle poche titolazioni complessometriche che fa uso dello ione cianuro, un ligando monodentato (infatti, i ligandi monodentati come l'ammoniaca, il cianuro o l'acqua formano complessi piuttosto instabili con la maggior parte dei cationi metallici, per cui si preferisce l'uso di EDTA).
Durante la titolazione si forma il complesso dicianoargentato, che è molto stabile: ha una costante di stabilità di 1x1019. La reazione analitica è:
Ag+ + 2CN- → Ag(CN)2-
Quando l'argento ha reagito con tutto il cianuro presente in soluzione, il primo eccesso di Ag+ precipita come dicianoargentato d'argento, che è un sale poco solubile (ha un Kps= 2,3x10-12) che intorbidisce la soluzione: questo rappresenta il punto finale della titolazione. La reazione indicatrice è:
Ag+ + Ag(CN)2- → Ag[Ag(CN)2]
Come in tutte le titolazioni con formazione di precipitato, anche questa è caratterizzata da un margine d'errore, sebbene normalmente questo sia trascurabile (0,1%).